# Thẩm Bắc
Thẩm Bắc (tiếng Trung: 沈北新区, Hán Việt: Thẩm Bắc Tân khu) Là một tân khu của thành phố Thẩm Dương (沈阳市), tỉnh Liêu Ninh, Cộng hòa Nhân dân Trung Hoa. Thẩm Bắc có diện tích 1098 km2, dân số 290.000 người, mã số bưu chính 110121. Quận lỵ đóng tại số 64 đường Trung ương, nhai đạo Tân Thành Tử. Quận này có 2 nhai đạo, 5 trấn, 3 hương, 26 ủy ban xã khu cư, 211 thôn hành chính.